# Greeting
Albums de Nami Tamaki
Make Progress
(2005)
Singles
Greeting est le 1eralbum de Nami Tamaki, sorti sous le label Sony Music Entertainment Japan le 25 février 2004 au Japon. Il atteint la 5e place du classement de l'Oricon et reste classé pendant 14 semaines. C'est le 2e album le plus vendu de Nami Tamaki à ce jour. Il sort en format CD et CD+DVD.

## Liste des titres
| 1.  | Eternal Voice                                                                     | 川村サイコ                   | Suzuki Daisuke, ats-         | 5:22 |
| 2.  | Believe                                                                           | Nishio Saeko                 | Aoi Yoshiki                  | 3:54 |
| 3.  | day by day                                                                        | BOUNCEBACK                   | h-wonder                     | 4:30 |
| 4.  | Complete                                                                          | Watanabe Natsumi             | Hara Kazuhiro                | 4:10 |
| 5.  | Be Positive <Hikari no Naka de Kagayaite> (Be Positive <光の中で輝いて>)          | 西田恵美, Nami Tamaki        | Nakanishi Ryosuke, m-takeshi | 5:08 |
| 6.  | Never Stop My Heart~Kimi to iu Kiseki ni~ (NEVER STOP MY HEART－君という奇蹟に－) | Watanabe Natsumi             | mo'doo-                      | 5:33 |
| 7.  | Shining Star ☆Wasurenai Kara☆ (Shining Star ☆忘れないから☆)                       | Satomi, Stefan Aberg, Shusui | Stefan Aberg, Shusui         | 4:24 |
| 8.  | Realize                                                                           | BOUNCEBACK                   | Otani Y@suo                  | 4:41 |
| 9.  | Naked                                                                             | mavie                        | 小林洋介, 齋藤 真也          | 4:00 |
| 10. | Destiny                                                                           | 飯塚麻純                     | HΛL                          | 4:22 |
| 11. | Ashita no Kimi (明日の君)                                                         | Nishio Saeko                 | Tsukasa                      | 5:19 |
| 12. | Prayer                                                                            | Nishio Saeko                 | Otani Y@suo, HΛL             | 4:47 |
| 13. | Believe ~Evidence01 Mix~                                                          | Nishio Saeko                 | Aoi Yoshiki                  | 5:02 |

| 1. | Opening Document |  |
| 2. | Believe          |  |
| 3. | Realize          |  |